# Amstel Gold Race 2002
De 37ste editie van de Amstel Gold Race vond plaats op zondag 28 april 2002. Het parcours, met start en finish in Maastricht, had een lengte van 254,4 kilometer. Aan de start stonden 195 renners, waarvan 98 de finish bereikten. De vrouwen reden die dag hun tweede editie. Dit was het laatste jaar dat de finish op de Maasboulevard in Maastricht lag; deze werd een jaar later verlegd naar de Cauberg in Valkenburg aan de Geul.

## Mannen

### Uitslag
| rang | renner            | land             | tijd       |
| ---- | ----------------- | ---------------- | ---------- |
| 1    | Michele Bartoli   | Italië           | 6u 49' 17" |
| 2    | Sergej Ivanov     | Rusland          | z.t.       |
| 3    | Michael Boogerd   | Nederland        | z.t.       |
| 4    | Lance Armstrong   | Verenigde Staten | z.t.       |
| 5    | Óscar Freire      | Spanje           | op 52"     |
| 6    | Peter Van Petegem | België           | z.t.       |
| 7    | Jo Planckaert     | België           | z.t.       |
| 8    | Paolo Bettini     | Italië           | z.t.       |
| 9    | Erik Zabel        | Duitsland        | z.t.       |
| 10   | Nico Mattan       | België           | z.t.       |

## Vrouwen

### Uitslag
| Plaats  | Naam                   | Ploeg                  |          |
| ------- | ---------------------- | ---------------------- | -------- |
| Winnaar | Leontien van Moorsel   | Farm Frites-Hartol     | 3u15'48" |
| 2       | Mirjam Melchers        | Farm Frites-Hartol     | + 1'34"  |
| 3       | Katherine Bates        | Ondernemers van Nature | + 1'39"  |
| 4       | Alessandra Cappellotto |                        | + 2'05"  |
| 5       | Yvonne Troost-Brunen   |                        | + 5'54"  |
| 6       | Adrie Visser           | Acca Due O             | z.t.     |
| 7       | Arenda Grimberg        | Farm Frites-Hartol     | z.t.     |
| 8       | Minke Slingerland      |                        | z.t.     |
| 9       | Bertine Spijkerman     |                        | z.t.     |
| 10      | Vanja Vonckx           | Vlaanderen-T-Interim   | z.t.     |

1966 · 1967 · 1968 · 1969 · 1970 · 1971 · 1972 · 1973 · 1974 · 1975 · 1976 · 1977 · 1978 · 1979 · 1980 · 1981 · 1982 · 1983 · 1984 · 1985 · 1986 · 1987 · 1988 · 1989 · 1990 · 1991 · 1992 · 1993 · 1994 · 1995 · 1996 · 1997 · 1998 · 1999 · 2000 · 2001 · 2002 · 2003 · 2004 · 2005 · 2006 · 2007 · 2008 · 2009 · 2010 · 2011 · 2012 · 2013 · 2014 · 2015 · 2016 · 2017 · 2018 · 2019 · 2020 · 2021 · 2022 · 2023 · 2024

Lijst van beklimmingen